# Sylvester (zanger)
Sylvester, volledige naam Sylvester James (Los Angeles, 6 september 1947 – San Francisco, 16 december 1988), was een Amerikaanse disco- en soulzanger en songwriter. Door zijn flamboyante en androgyne verschijning, werd hij vaak als een dragqueen beschreven, ondanks dat dit herhaaldelijk werd ontkend. Door een reeks hitsingles in de late jaren zeventig werd Sylvester in de VS beter bekend als "Queen van de Disco".

## Levensloop
Sylvester werd geboren in Watts, Los Angeles, alwaar hij een liefde ontwikkelde voor muziek in het gospelkoor van zijn Pinkstergemeente kerk. Hij verliet de gemeenschap echter toen hij voor zijn homoseksualiteit vervolgd werd. Hij vertrok naar San Francisco, waar hij de tegencultuur omarmde en zich voegde bij de The Cockettes, een dragqueengroep. De groep produceerde soloshows die zeer beïnvloed werden door vrouwelijke blues- en jazzzangers als Billie Holiday en Josephine Baker. Tijdens hun tour naar New York werd de groep kleiner en verliet Sylvester The Cockettes om zich te richten op zijn solocarrière.
Met Sylvester als leadzanger bracht hij samen met zijn ‘Hot Band’ twee commercieel onsuccesvolle albums uit in 1973. Met nieuwe achtergrondzangeressen, Two Tons O' Fun verkreeg hij een contract met Harvey Fuqua van Fantasy Records. Zijn eerste soloalbum, Sylvester (1977), was een matig succes en werd gevolgd door het bekende discoalbum Step II (1978), met bekende hitsingles zoals "You Make Me Feel (Mighty Real)" en "Dance (Disco Heat)". Hij maakte nog drie albums met Fantasy Records voor hij vertrok naar Megatone Records, het dancegeoriënteerde label, gesticht door vriend en medewerker Patrick Cowley, met wie hij vier albums en het Hi-NRGnummer "Do Ya Wanna Funk" maakte. Als activist voerde Sylvester campagne tegen de verspreiding van hiv en aids, waar hij zelf aan stierf in 1988. Hij is begraven op de Inglewood Park Cemetery in zijn geboorteplaats.
Op 20 september 2004 werd het nummer "You Make Me Feel (Mighty Real)" ingehuldigd in de Dance Music Hall of Fame. Een jaar later, op 19 september 2005, werd Sylvester postuum gehuldigd in de Dance Music Hall of Fame voor zijn prestaties als artiest.
In 2022 kwam hij weer in de belangstelling door een podcast op Spotify.

## Hitlijsten
| Single met eventuele hitnotering(en) in de Nederlandse Top 40 | Datum van verschijnen | Datum van binnenkomst | Hoogste positie | Aantal weken | Opmerkingen        |
| ------------------------------------------------------------- | --------------------- | --------------------- | --------------- | ------------ | ------------------ |
| You Make Me Feel (Mighty Real)                                | 1978                  | 09-12-1978            | 25              | 4            |                    |
| Do You Wanna Funk                                             | 1982                  | 18-09-1982            | 14              | 6            | met Patrick Cowley |
| Be With You                                                   | 1983                  |                       | tip18           |              |                    |